# Kıran Işıklar, Keles
Kıran Işıklar là một xã thuộc huyện Keles, tỉnh Bursa, Thổ Nhĩ Kỳ. Dân số thời điểm năm 2011 là 637 người.